# Eri tu l'amore
Eri tu l'amore (No Love for Johnnie) è un film del 1961 diretto da Ralph Thomas, tratto dal romanzo fantapolitico del 1959 Non c'è amore per Johnnie di Wilfred Fienburgh.
Per la sua interpretazione Peter Finch ha ricevuto l'Orso d'argento al Festival di Berlino e il Premio BAFTA come miglior attore.

## Trama
Johnnie Byrne è un cinico parlamentare laburista dello Yorkshire la cui carriera non è mai decollata. Quando neanche dopo la vittoria elettorale viene chiamato a far parte del governo, deluso e frustrato accetta di guidare una corrente dissidente in seno al partito. Abbandonato anche dalla moglie, Johnnie trova conforto nella giovane Pauline, affascinante modella di cui si innamora, ma finisce per trascurare i suoi propositi politici. Quando realizza che la sua posizione sociale è incompatibile con una simile relazione, Byrne dovrà decidere se privilegiare il rilancio della propria carriera o inseguire l'amore. Alla fine sarà Pauline a lasciarlo e la politica attenuerà le sue amarezze.

## Produzione
La produttrice Betty E. Box si è detta in seguito molto sorpresa che la britannica Rank Organisation avesse acconsentito a distribuire il film «perché era un'organizzazione politicamente molto conservatrice. Probabilmente gli piaceva il fatto che il personaggio di Peter Finch fosse così corrotto perché, dopo tutto, era di sinistra. Devo dire che mi è piaciuto molto farlo... Mi è piaciuto molto lavorare con Peter Finch. Spesso era ubriaco e non era sempre facile, ma gli ero molto affezionata. Ralph e io sapevamo come lavorare con lui».
Tra gli attori non accreditati figurano Norman Rossington, John Sharp e Oliver Reed (l'uomo col secchio sulla testa).

## Distribuzione
La première si è tenuta il 14 febbraio 1961 a Londra e nel mese di giugno il film è stato proiettato all'11ª edizione del Festival di Berlino.

### Date di uscita
- Regno Unito (No Love for Johnnie) – 14 febbraio 1961
- Germania Ovest (Und morgen alles) – 5 luglio 1961
- Svezia (No Love for Johnnie) – 4 settembre 1961
- Danimarca (Ingen kærlighed til Johnnie) – 13 settembre 1961
- Austria (Keine Liebe für Johnnie) – Ottobre 1961
- Stati Uniti (No Love for Johnnie) – 12 dicembre 1961
- Messico (Vivíras sin amor) – 5 luglio 1962

## Accoglienza
Secondo il regista, Eri tu l'amore «ha ottenuto ottime recensioni anche se non è stato un successo commerciale, non ha nemmeno ripagato le spese... Rifletteva molto la politica di quel periodo. Il fatto è che in quel periodo le persone non erano molto interessate alla politica».

## Riconoscimenti
- Festival internazionale del cinema di Berlino 1961
Orso d'argento per il miglior attore a Peter Finch
Candidatura all'Orso d'oro a Ralph Thomas
- BAFTA Awards 1962
Miglior attore britannico a Peter Finch